# Georges Doriot
Pour les articles homonymes, voir Doriot (homonymie).
Georges Frédéric Doriot (connu aux États-Unis sous le nom de Georges F. Doriot), né le 24 septembre 1899 à Paris (17e) et mort le 2 juin 1987 à Boston, est un professeur de management franco-américain.
Il est surtout connu pour être « le père du capital-risque ».

## Biographie

### Jeunesse
Il est le fils d'Auguste Doriot, un des fondateurs de la firme automobile Doriot, Flandrin & Parant et passe de nombreuses heures dans l'atelier du constructeur.
Il est mobilisé pendant la Première Guerre mondiale, en 1917, dans l'artillerie. En 1920, Doriot est diplômé de l'Université de Paris.
Passionné par le management, une discipline alors naissante, son père décide de l'envoyer aux États-Unis pour faire des études au MIT mais il choisit en 1921 de faire un MBA à l'université Harvard. Après six ans passés dans l'industrie, il devient professeur à Harvard en 1928.
En 1930, il joue, en France, un rôle important dans la création du Centre de perfectionnement aux affaires.
En 1940, Doriot obtient la nationalité américaine.
En 1941, un de ses anciens élèves le major Edmund B. Gregory, membre de l'État-major, lui demande de diriger le département du planning militaire du corps de l'Intendance militaire (Quartermaster Corps (United States Army)) avec le grade de  lieutenant-colonel. Pendant ces années-là, il fait l’objet de nombreuses mises en garde sans succès auprès des différents services américains. À la fin de la guerre, il est promu général de brigade.

### L'après-guerre
En 1946, le Pentagone lui propose alors de diriger un département qui investira dans des sociétés dont la recherche ou la production pourra avoir des débouchés militaires. Il refuse mais, tout en reprenant ses cours à Harvard, il assiste le responsable de ce service.
Il a alors l'idée de développer un fonds similaire avec des capitaux privés et crée l’American Research and Development Corporation (AR&D) avec l'aide la compagnie John Hancock Mutual Insurance Co et du MIT, créant ainsi la première société de capital-risque.
En 1957, il crée l’INSEAD, conjointement avec Claude Janssen et Olivier Giscard d'Estaing. Il s’inspire du modèle des business school américaines plus que des écoles de commerce alors existantes en France. C'est également en 1957 qu'il fournit, via sa société American Research and Development Corporation (en), le capital initial d'un montant de 70 000 dollars nécessaire à la création du constructeur informatique américain Digital Equipment Corporation (DEC).
Il meurt d’un cancer de la gorge en 1987.
Le Wall Street Journal du 29 novembre 1999 a établi une liste des dix personnalités qui ont changé le monde des entrepreneurs. Georges Doriot figure en sixième place de ce classement.